# Boșneagu
Boșneagu – wieś w Rumunii, w okręgu Călărași, w Dorobanțu. W 2011 roku liczyła 448 mieszkańców.